# Museo letterario memoriale Fëdor Michajlovič Dostoevskij
Il Museo letterario memoriale Fëdor Michajlovič Dostoevskij è stato aperto a San Pietroburgo nel 1971 nella casa dove visse lo scrittore visse dal 1878 al 1881, anno della sua morte. In questo stesso appartamento si occupò della stesura di numerose opere, tra le quali il celeberrimo I fratelli Karamazov.
Il museo si divide in due parti: l'appartamento e il museo letterario. L'appartamento, una tipica casa borghese dell'epoca, è una ricostruzione, basata su fonti d'archivio, fotografie e testimonianze dei contemporanei, dell'abitazione dove Dostoevskij visse con la seconda moglie ed alcuni figli.
La parte più letteraria del museo presenta una serie di ambientazioni legate alla stesura di alcune opere, alla formazione dello scrittore, riferimenti ai suoi viaggi in Europa, una raccolta delle edizioni dei romanzi in varie lingue del mondo, fotografie di amici e contemporanei di Dostoevskij.